# دوریپاواران
دوریپاواران (نام علمی: Dorippoidea) نام یک بالاخانواده از فروراسته خرچنگ است.